# Camille Wormser
Camille Lucie Wormser (* 14. Oktober 1996 in Los Angeles, Los Angeles County, Kalifornien) ist eine US-amerikanische Schauspielerin.

## Leben
Wormser wurde am 14. Oktober 1996 in Los Angeles geboren. Sie besuchte die University of California, Los Angeles und belegte die Fächer Theater, Film und Fernsehen. 2014 im Kurzfilm Before Your Eyes und 2015 im Kurzfilm Rebound spielte sie erstmals in Filmproduktionen mit. 2017 verkörperte sie in insgesamt zehn Episoden der Fernsehserie Before I Got Famous die Rolle der Cindy. 2019 spielte sie in einer Episode der Fernsehserie Apocalypse Goals und im Horrorfilm Clown – Willkommen im Kabinett des Schreckens in der Rolle der Jillian mit. 2020 folgte eine Rollenbesetzung im Kurzfilm Born to Run. 2021 wirkte sie im Musikvideo zum Lied Girl in Car Having a Good Time der Sängerin My Friend Nico mit.

## Filmografie (Auswahl)
- 2014: Before Your Eyes (Kurzfilm)
- 2015: Rebound (Kurzfilm)
- 2017: Before I Got Famous (Fernsehserie, 10 Episoden)
- 2019: Apocalypse Goals (Fernsehserie, Episode 1x08)
- 2019: Clown – Willkommen im Kabinett des Schreckens (Clown)
- 2020: Born to Run (Kurzfilm)